# Formosatettix longidorsalis
Formosatettix longidorsalis är en insektsart som beskrevs av Liang 1991. Formosatettix longidorsalis ingår i släktet Formosatettix och familjen torngräshoppor. Inga underarter finns listade i Catalogue of Life.